# 高島正重
高島 正重（たかしま まさしげ、生没年不詳）は、戦国時代から江戸時代初期にかけての武将。通称は孫右衛門、新三郎。諱は重漸とも。長宗我部氏の家臣。後に山内氏の家臣。

## 略歴
高島氏の祖先は信濃国諏訪郡高島庄より起こると伝えられている。正重の祖、正明は土佐一条氏に仕え、千石を与えられたと伝えられるが、一条氏の衰退後は長宗我部氏の家臣となり、土佐国長岡郡江村郷に居住した。正重は長宗我部元親の近習となり、一族は江村郷を中心として給地を与えられ、発展した。
長宗我部氏滅亡後は山内氏に仕えた。文筆の才に恵まれ書も巧みで、寛永8年（1631年）、元親の三十三回忌にあたり、『元親記』を著した。